# Taubenturm (Lampaul-Ploudalmézeau)

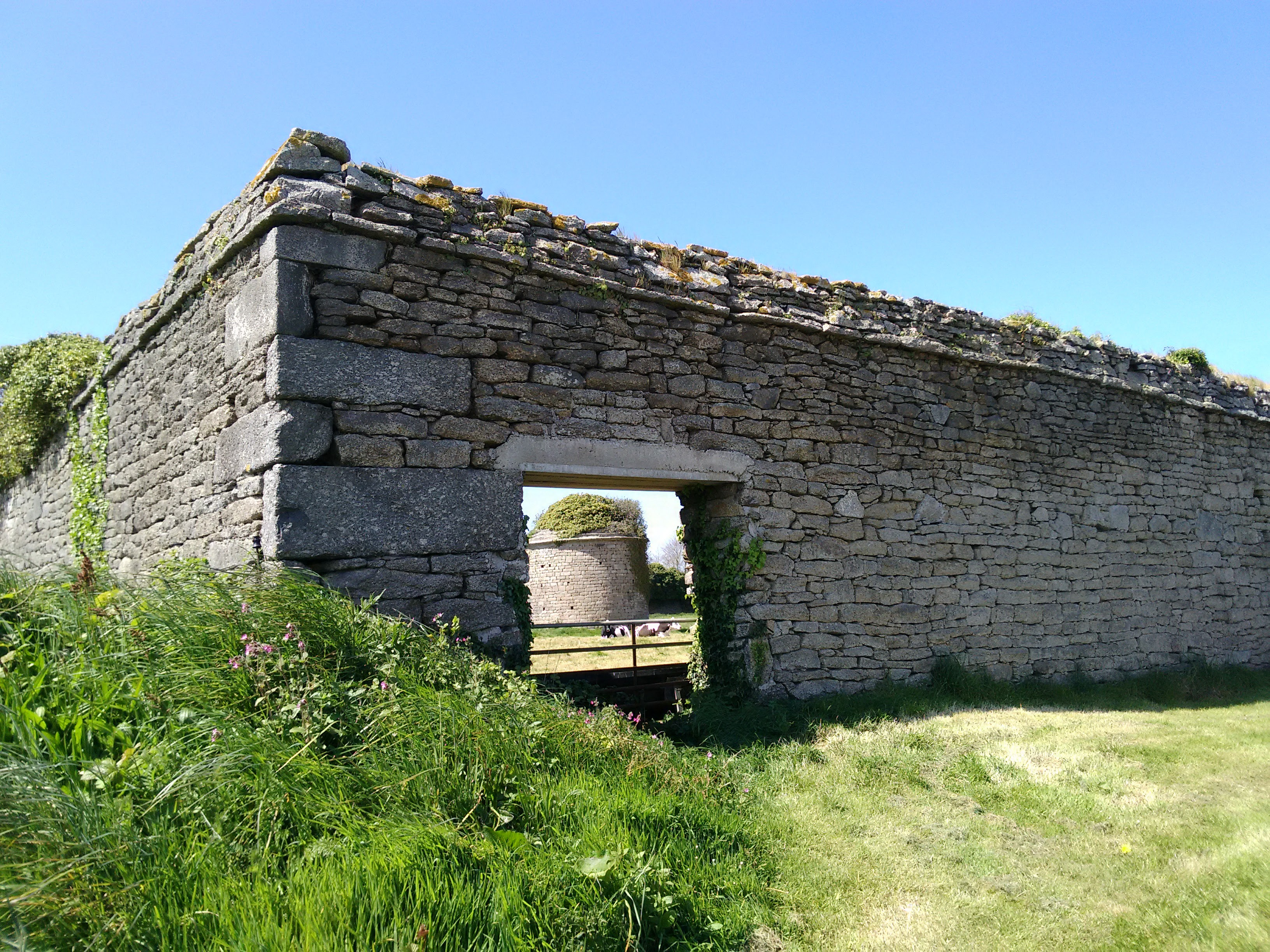
Taubenturm in Lampaul-Ploudalmézeau (hinter der Mauer)

Der Taubenturm (französisch colombier oder pigeonnier) in Lampaul-Ploudalmézeau, einer französischen Gemeinde im Département Finistère in der Region Bretagne, wurde in der ersten Hälfte des 17. Jahrhunderts errichtet.
Der Taubenturm steht seit 1984 als Teil des nur noch als Ruine erhaltenen Herrenhauses Manoir de Roscervo als Monument historique auf der Liste der Baudenkmäler in Frankreich.
Der runde Turm besteht aus ungleichmäßigen Hausteinen mit einem Steindach.